# Pretty Little Liars: The Perfectionists
Pretty Little Liars: The Perfectionists es una serie de televisión estadounidense, spin-off de Pretty Little Liars.

## Sinopsis
Todo acerca de la ciudad de Beacon Heights parece perfecto, desde su universidad de primer nivel hasta sus residentes de alto rendimiento. Pero nada en Beacon Heights es lo que parece ser. El estrés de tener que ser perfecto lleva al primer asesinato de la ciudad. Detrás de cada perfeccionista hay un secreto, una mentira y una coartada necesaria.

## Elenco y personajes

### Principales
- Sasha Pieterse como Alison DiLaurentis: El TA más nuevo de BHU que tiene una historia compleja con mentiras, asesinatos y manipulación. Ella ayuda al grupo a navegar por el complicado mundo de la universidad, acompañado de un nuevo mundo de mentiras, manipulación, asesinatos y secretos.
- Janel Parrish como Mona Vanderwaal: Una mente maestra brillante que trabaja en el programa de selección de profesores de BHU, tiene una relación demasiado personal con la oscuridad y las mentiras y por supuesto con su vieja enemiga, Alison.
- Sofia Carson como Ava Jalali: Marcadora de tendencias con estilo y una gran personalidad, espera tener su propia línea de ropa algún día. Pero tiene una ventaja sobre sus compañeros amantes de la moda: una mente tecnológica brillante, que utiliza para bloguear y programar. Simplemente no le preguntes por qué sus padres huyeron recientemente del país: es su único gran secreto.
- Sydney Park como Caitlin Park-Lewis: Hija inteligente, motivada y agradable a la vista de dos madres superdotadas, una de las cuales es senadora de los Estados Unidos,  es una experta en ocultar secretos. Ella espera seguir los pasos políticos de su madre, es decir, si el peso de sus propios secretos no la aplasta primero.
- Eli Brown como Dylan Walker: Un violonchelista prodigioso que usó su pasión por la música para escapar de su ciudad natal de mente estrecha, Dylan ama su música casi tanto como ama a su novio, Andrew.
- Hayley Erin como Taylor Hotchkiss: Miembro de la respetable familia Hotchkiss que decidió dedicar su tiempo a ayudar a los estudiantes que estaban bajo el entorno de alta presión de BHU,  fingió su muerte en un suicidio un año antes y ha estado trabajando en secreto contra Hotchkiss Technologies desde entonces.
- Graeme Thomas King como Jeremy Beckett: Un británico guapo con más abdominales de los que puedes contar con solo los dedos, también se describe como "encantador e ingenioso". Además, también es un científico inteligente que trabaja para Hotchkiss Industries.
- Kelly Rutherford como Claire Hotchkiss: La matriarca de la familia Hotchkissy fundadora de Hotchkiss Industries, la respetada Universidad Beacon Heights. Ella cree que la perfección es alcanzable y es la persona que mueve los hilos detrás de escena para conseguir lo que quiere.

### Estrella invitada especial
- Chris Mason como Nolan Hotchkiss: Un líder nato, Nolan es el heredero del imperio de su familia. Aunque presenta la imagen de un niño dorado, pero es en realidad un manipulador que usa a sus amigos y familiares para mantener su imagen. Nolan no está acostumbrado a perder pero esta vez su le toco perder su vida.
- Anonimo como El Profesor: Es la persona anónima responsable de confrontar, empujar y finalmente asesinar a Nolan Hotchkiss en el techo de Thorne Hall. Luego comenzó a enviar amenazas a los perfeccionistas poco después de la muerte de Nolan.

### Elenco recurrente
- Evan Bittencourt como Andrew Villareal: el novio solidario y equilibrado de Dylan que navega con éxito en el mundo de los perfeccionistas, por ahora.
- Noah Gray-Cabey como Mason Gregory: un compañero de estudios inteligente y atlético en la Universidad de Beacon Heights. Es un líder nato que puede entrar y salir con encanto de la mayoría de las situaciones, pero hay algo en él.
- Klea Scott como Dana Booker: la nueva jefa de seguridad de la Universidad de Beacon Heights, decidida y perspicaz casi hasta el punto de la omnisciencia.
- Garrett Wareing como Zach Fortson: un estudiante de segundo año de BHU que actualmente tiene tres trabajos para permanecer en la escuela y aún logra mantener calificaciones estelares. Su duro exterior esconde un alma sensible que puede hacer que cualquiera se derrita.
- Phillip Rhys como Michael Jalali: el padre de Ava, hombre de negocios inteligente y carismático que guarda sus propios secretos.
- Duffy Epstein como Ray Hogadorn: empleado de BHU.
- Cycerli Ash como la senadora Park-Lewis: una de las dos madres de Caitlin.

## Episodios
| N.º | Título                      | Dirigido por              | Escrito por                    | Fecha de emisión original | Código de prod. | Audiencia (millones) |
| --- | --------------------------- | ------------------------- | ------------------------------ | ------------------------- | --------------- | -------------------- |
| 1   | «Pilot»                     | Elizabeth Allen Rosenbaum | I. Marlene King                | 20 de marzo de 2019       | U11.10050       | 0.46                 |
| 2   | «Sex, Lies and Alibis»      | Elizabeth Allen Rosenbaum | I. Marlene King                | 27 de marzo de 2019       | U13.13402       | 0.24                 |
| 3   | «...If One of Them is Dead» | Geary McLeod              | Charlie Craig                  | 3 de abril de 2019        | U13.13403       | 0.29                 |
| 4   | «The Ghost Sonata»          | Roger Kumble              | Joseph Dougherty               | 10 de abril de 2019       | U13.13404       | 0.31                 |
| 5   | «The Patchwork Girl»        | Roger Kumble              | Joseph Dougherty               | 17 de abril de 2019       | U13.13405       | 0.22                 |
| 6   | «Lost and Found»            | Shiri Appleby             | Kyle Bown                      | 24 de abril de 2019       | U13.13406       | 0.24                 |
| 7   | «Dead Week»                 | Arlene Sanford            | Paula Yoo                      | 1 de mayo de 2019         | U13.13407       | 0.17                 |
| 8   | «Hook, Line and Booker»     | Arlene Sanford            | Nelson Soler                   | 8 de mayo de 2019         | U13.13408       | 0.20                 |
| 9   | «Lie Together, Die Togethe» | Norman Buckley            | Charlie Craig & Kateland Brown | 15 de mayo de 2019        | U13.13409       | 0.21                 |
| 10  | «Enter the Professor»       | Norman Buckley            | I. Marlene King & Kyle Bown    | 22 de mayo de 2019        | U13.13410       | 0.27                 |

## Producción

### Desarrollo
El 5 de noviembre de 2014, se anunció que Freeform desarrollaría una serie basada saga de libros para jóvenes adultos de Sara Shepard titulada The Perfectionists. Marlene King será productora ejecutiva y supervisará el guion. Anteriormente, el proyecto se estaba desarrollando en The CW con Arika Lisanne Mittman como guionista y productora ejecutiva, sin embargo la serie no siguió adelante. El 25 de septiembre de 2017, Freeform ordenó el episodio piloto de la serie como el segundo spin-off de Pretty Little Liars, después de Ravenswood. En enero de 2018, se anunció que Charlie Craig, que formó parte del equipo técnico de Pretty Little Liars, también servirá como co-showrunner y productor ejecutivo junto a I. Marlene King. El 14 de mayo de 2018, Freeform recogió la serie para una primera temporada de 10 episodios que se emitirá en 2019. El 5 de febrero de 2019, Freeform anunció que la serie se estrenará el 20 de marzo de 2019. El 27 de septiembre de 2019, la serie fue cancelada tras una temporada.

### Casting
El 25 de septiembre de 2017, se anunció que Sasha Pieterse y Janel Parrish habían sido elegidas para repetir sus papeles como Alison DiLaurentis y Mona Vanderwaal, respectivamente. El 29 de enero de 2018, se anunció que Sofia Carson había sido seleccionada para el papel de Ava, una de las protagonistas de la serie. En marzo de 2018, se anunció que Sydney Park, Eli Brown, Kelly Rutherford, Hayley Erin y Graeme Thomas King se habían unido a la serie. El 24 de octubre de 2018, Noah Gray-Cabey y Evan Bittencourt se unieron en papeles recurrentes. En noviembre de 2018, se anunció que Klea Scott y Garrett Wareing se unieron a la serie como recurrentes. El 14 de enero de 2019, se anunció que Phillip Rhys fue elegido para un papel recurrente.

### Rodaje
El 23 de enero de 2018, se anunció que la serie se filmaría en Portland, Oregon en el noroeste del Pacífico. King confirmó que la filmación del piloto comenzaría en marzo de 2018. La filmación para el piloto duró entre el 12 y 27 de marzo. El resto de los episodios comenzó a rodarse el 18 de octubre de 2018.

### Marketing
El 14 de mayo de 2018, se lanzó el primer teaser.